# Ґардно (Грифінський повіт)
Ґардно (пол. Gardno) — село в Польщі, у гміні Ґрифіно Грифінського повіту Західнопоморського воєводства.
Населення — 1049 осіб (2011).
У 1975-1998 роках село належало до Щецинського воєводства.

## Демографія
Демографічна структура станом на 31 березня 2011 року:
|          | Загалом | Допрацездатний вік | Працездатний вік | Постпрацездатний вік |
| -------- | ------- | ------------------ | ---------------- | -------------------- |
| Чоловіки | 517     | 114                | 379              | 24                   |
| Жінки    | 532     | 108                | 339              | 85                   |
| Разом    | 1049    | 222                | 718              | 109                  |